# Detri Rinpoche
| Tibetische Bezeichnung                     |
| ------------------------------------------ |
| Tibetische Schrift: སྡེ་ཁྲི་རིན་པོ་ཆེ             |
| Wylie-Transliteration: sde khri rin po che |
| Andere Schreibweisen: Detri Rinpoche       |

Detri Rinpoche (tibetisch སྡེ་ཁྲི་རིན་པོ་ཆེ། Wylie sde khri rin po che) von Labrang Tashikyil ist der Titel einer Trülku (chin. huofo „Lebender Buddha“)-Inkarnationslinie der Gelug-Schule des tibetischen Buddhismus. Ihr traditioneller Stammsitz ist das 1710 gegründete Kloster Labrang in Amdo in der chinesischen Provinz Gansu, das neben dem Kloster Kumbum das zweite bedeutende Kloster Amdos ist.
Der dritte Detri Rinpoche Jamyang Thubten Nyima (1779–1862) gründete 1814 im Kloster Labrang die Dewa-tshang-Manjushri-Bodhisattva-Halle und ist Verfasser des dPal dus kyi 'khor lo'i bskyed-rim gyi rnam bzhag jam dpal zhal lung (Eine Darstellung der Erzeugungsstufe des Glorreichen Kalachakra: Die mündliche Überlieferung von Manjushri). Er ist auch Gründer des Shitshang-Klosters (chin. Xicang si 西仓寺) im Kreis Luqu der Provinz Gansu.

## Liste der Detri Rinpoches
| Titel             | Name                    | Lebensdaten | tibetisch                      | Umschrift nach Wylie                             | chinesisch                       | Weblinks/Sonstiges                             |
| ----------------- | ----------------------- | ----------- | ------------------------------ | ------------------------------------------------ | -------------------------------- | ---------------------------------------------- |
| 1. Detri Rinpoche | Lobsang Döndrup         | 1673-1746   | སྡེ་ཁྲི ༠༡ བློ་བཟང་དོན་གྲུབ།            | sde khri 01 blo bzang don grub                   | 罗桑东珠                         | web, web, web                                  |
| 2. Detri Rinpoche | Jigme Lungrik Gyatso    | 1748-1778   | སྡེ་ཁྲི ༠༢ འཇིགས་མེད་ལུང་རིགས་རྒྱ་མཚོ།    | sde khri 02 'jigs med lung rigs rgya mtsho       | 久美隆柔嘉措                     |                                                |
| 3. Detri Rinpoche | Jamyang Thubten Nyima   | 1779–1862   | སྡེ་ཁྲི ༠༣ འཇམ་དབྱངས་ཐུབ་བསྟན་ཉི་མ།    | sde khri 03 'jam dbyangs thub bstan nyi ma       | 嘉央图丹尼玛 oder 嘉木样图丹尼玛 | Dewa cang Jiamuyang Tudan Nima (1779–1862)     |
| 4. Detri Rinpoche | Lobsang Lungrig Gyatsho | 1862–1872   | སྡེ་ཁྲི ༠༤ བློ་བཟང་ལུང་རིགས་ཉི་མ།       | sde khri 04 blo bzang lung rig rgya mtsho        | 洛桑隆柔嘉措                     |                                                |
| 5. Detri Rinpoche | Jigme Thubten Nyima     | 1874–1898   | སྡེ་ཁྲི ༠༥ འཇིགས་མེད་ཐུབ་བསྟན་ཉི་མ།     | sde khri 05 jigs med thub bstan nyi ma           | 晋美图丹尼玛                     |                                                |
| 6. Detri Rinpoche | Kelzang Khyenrab Gyatso | 1898–1939   | སྡེ་ཁྲི ༠༦ སྐལ་བཟང་མཁྱེན་རབ་རྒྱ་མཚོ།     | sde khri 06 skal bzang mkhyen rab rgya mtsho     |                                  |                                                |
| 7. Detri Rinpoche | Jamyang Tenpai Gyeltsen | 1939–1944   | སྡེ་ཁྲི ༠༧ འཇམ་དབྱངས་བསྟན་པའི་རྒྱལ་མཚན། | sde khri 07 'jam dbyangs bstan pa'i rgyal mtshan |                                  |                                                |
| 8. Detri Rinpoche | Jamyang Thubten Gyatsho |             | སྡེ་ཁྲི ༠༨ འཇམ་དབྱངས་ཐུབ་བསྟན་རྒྱ་མཚོ།   | sde khri 08 'jam dbyangs thub bstan rgya mtsho   | 嘉样图丹嘉措 oder 加洋图丹嘉措   | Di-ba shi Dewa cang Jiayang Tudan Jiacuo huofo |

## Videos
- openv.com: Dewa cang huofo zai Luqu xian juxing „Shilun guanding dafahui“ - Chinesisch